# اشغال جنوب لبنان توسط اسرائیل
اشغال جنوب لبنان توسط اسرائیل  به مدت هجده سال، از ۱۹۸۲ تا ۲۰۰۰ به طول انجامید. در ژوئن ۱۹۸۲، اسرائیل در پاسخ به حملات شبه نظامیان فلسطینی از جنوب لبنان به لبنان حمله کرد. نیروهای دفاعی اسرائیل (IDF) به همراه شبه نظامیان مسیحی مارونی هم‌پیمانشان درگیر در جنگ داخلی لبنان، نیمه جنوبی لبنان را تا پایتخت آن بیروت اشغال کردند. ارتش اسرائیل در ۲۹ سپتامبر ۱۹۸۲ بیروت را ترک کرد، اما به اشغال نیمه جنوبی این کشور ادامه داد. با افزایش تلفات ناشی از حملات چریکها، ارتش اسرائیل در ۳ سپتامبر ۱۹۸۳ به سمت جنوب به رودخانه اولی عقب‌نشینی کرد.
از فوریه تا آوریل ۱۹۸۵، ارتش اسرائیل یک عقب‌نشینی چندمرحله‌ای به یک «منطقه امنیتی»  را در امتداد مرز انجام داد، که به گفته آن‌ها برای محافظت از شمال اسرائیل بود. از این نقطه به بعد، اسرائیل از ارتش جنوب لبنان (SLA)، شبه نظامیان مسیحی لبنانی، در برابر حزب‌الله و دیگر شبه نظامیان مسلمان حمایت کرد. آنها در تمام این مدت اشغال درگیر یک جنگ چریکی در جنوب لبنان بودند.
مساحت منطقه امنیتی حدود ۸۰۰ کیلومتر مربع (۳۱۰ مایل مربع) , تقریباً ۱۰٪ از مساحت لبنان بود. در امتداد مرز اسرائیل و لبنان ادامه داشت و به ۵ کیلومتر (۳٫۱ مایل) تا ۲۰ کیلومتر (۱۲ مایل) در اعماق لبنان می‌رسید. خانه حدود ۱۸۰٬۰۰۰ نفر - ۶ درصد از جمعیت لبنان - که در حدود صد روستا و شهر کوچک زندگی می‌کردند در این منطقه بود. در سال ۱۹۹۳، تخمین زده شد که ۱۰۰۰ تا ۲۰۰۰ سرباز اسرائیلی و ۲۳۰۰ سرباز ارتش جنوب لبنان در این منطقه وجود بودند. در حالی که ارتش اسرائیل بر امنیت عمومی منطقه نظارت می‌کرد، ارتش جنوب لبنان اکثر امور سرزمین‌های اشغالی از جمله عملیات بازداشتگاه خیام را مدیریت می‌کرد. این ارتش همچنین یک منطقه در اطراف جزین، درست در شمال منطقه امنیتی را در کنترل داشت.
بیشتر منطقه امنیتی اسرائیل در منطقه ای قرار داشت که توسط نیروهای حافظ صلح سازمان ملل متحد از نیروهای موقت سازمان ملل در لبنان (یونیفل) که از زمان تهاجم اسرائیل در سال ۱۹۷۸ در آنجا مستقر شده بودند، از آن نگهبانی می‌شد.

## پیش زمینه

### شورش فلسطین و جنگ داخلی لبنان
اگرچه نوار اشغال شده در سال ۱۹۸۵ پس از فروپاشی دولت لبنان آزاد و جدایی اسرائیل از بیشتر مناطق لبنان رسماً توسط اسرائیل تشکیل شد، این ریشه در مراحل پسایند و اولیه جنگ داخلی لبنان دارد. در سال ۱۹۶۸، ستیزه‌جویان فلسطینی به رهبری سازمان آزادیبخش فلسطین (ساف) کنترل گسترده‌ای بر جنوب لبنان داشتند و از آنجا شورش علیه اسرائیل و مسیحیان لبنان را آغاز کردند.
در سال ۱۹۷۵، حضور ساف مزاحمت شدیدی برای مسیحیان و ساکنان محلی شده بود و شبه نظامیان مسیحی به‌طور فزاینده ای شروع به درگیری با ستیزه‌جویان فلسطینی در درگیری‌های آشکار شدند. از اواسط سال ۱۹۷۶ به بعد، اسرائیل شروع به کمک به ساکنان و شبه نظامیان مسیحی لبنان از طریق " حصار خوب " در امتداد مرز اسرائیل و لبنان کرد.

### ۱۹۷۸ حمله اسرائیل به لبنان
پس از قتل‌عام ۳۸ شهروند اسرائیلی در جاده ساحلی در سال ۱۹۷۸ توسط ستیزه‌جویان فلسطینی در تل آویو، اسرائیل به لبنان حمله کرد تا سازمان آزادیبخش فلسطین را از امتداد مرز خود براند که درگیری در جنوب لبنان در سال ۱۹۷۸ را کلید زد. پس از یک هفته درگیری، ساف از جنوب لبنان عقب‌نشینی کرد و اسرائیل حمایت خود را از ارتش مسیحی جنوب لبنان (SLA) افزایش داد.
در سال ۱۹۷۹، سعد حداد، مؤسس SLA، تأسیس دولت آزاد لبنان را با حمایت اسرائیل اعلان کرد. پس از عقب‌نشینی اسرائیل در پایان عملیات، نیروهای موقت سازمان ملل متحد در لبنان (یونیفل) در امتداد مرز اسرائیل و لبنان مستقر شدند.

## تاریخچه

### ۱۹۸۲ حمله اسرائیل به لبنان
با افزایش حملات در شمال اسرائیل و تلاش برای ترور دیپلمات اسرائیلی شلومو آرگوف، اسرائیل به لبنان حمله کرد تا ساف را از امتداد مرز خود براند و جنگ ۱۹۸۲ لبنان را آغاز کرد. در سال ۱۹۸۵، اسرائیل به جبهه ای که به عنوان «منطقه امنیتی» در جنوب لبنان تعیین شده بود، عقب نشست، و در آنجا نیروهای خود را برای جنگ در کنار SLA علیه حزب‌الله و سایر گروه‌های شبه نظامی مسلمان حفظ کرد، که نشانگر آغاز درگیری ۱۹۸۵–۲۰۰۰ در جنوب لبنان بود.

### درگیری در جنوب لبنان

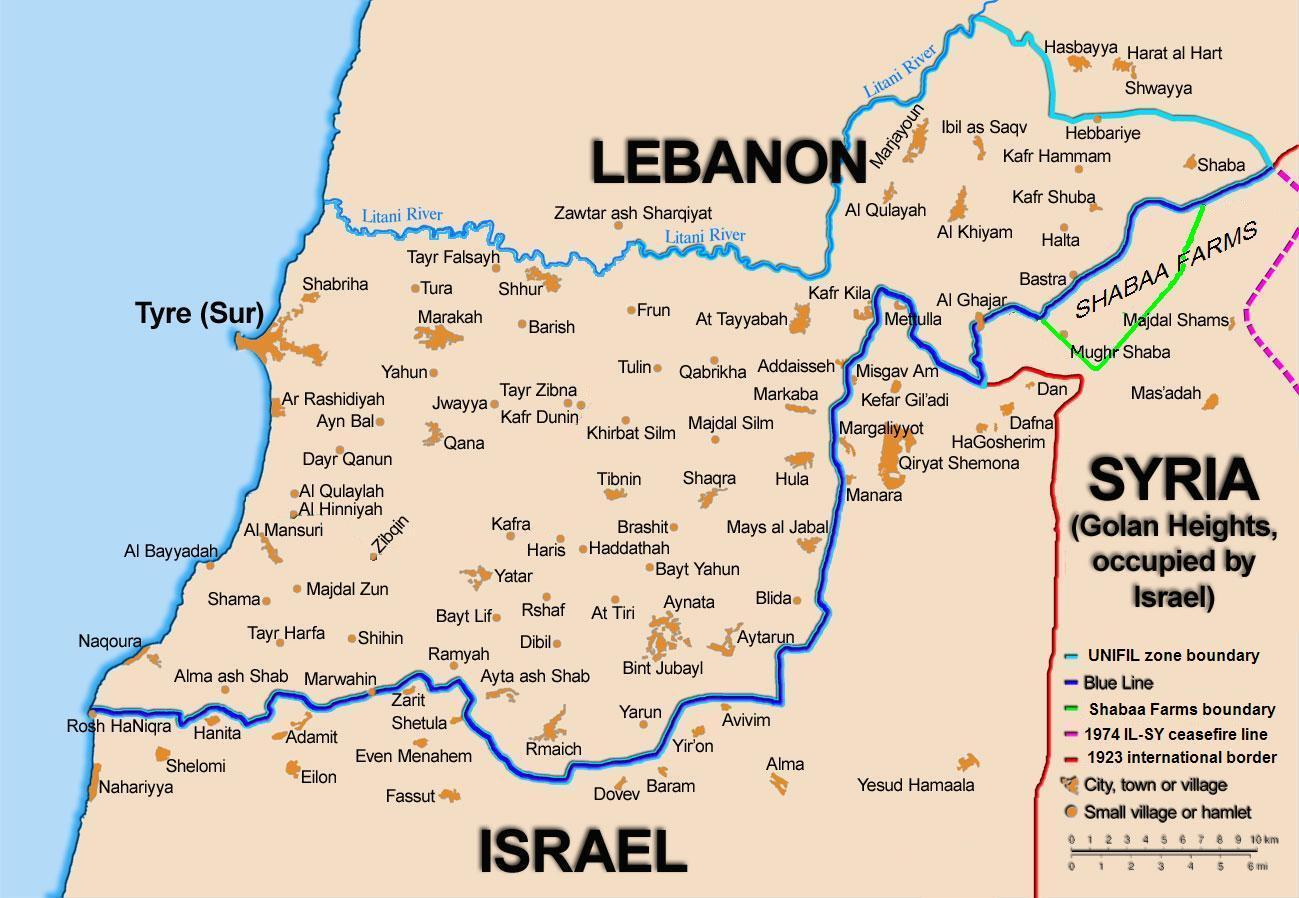
نقشه جنوب لبنان با خط آبی، منطقه یونیفل و رودخانه لیتانی

در خلال تخلیه در جنگ اول لبنان، فرماندهی SLA به دست آنتوان لحد، که از اسرائیل خواست و اجازه گرفت تا منطقه جزین در شمال نوار را حفظ کند، تحویل داده شد. در سالهای اول پس از خروج ارتش اسرائیل از شمال لبنان، نوار نسبتاً آرام بود. طی چند سال، حضور گروه‌های شبه‌نظامی لبنانی به رهبری حزب‌الله شیعه، در سمت اسرائیل در کمربند امنیتی افزایش یافت. رانندگی در جاده‌ها خطرناک شد و نیروهای ارتش اسرائیل بیشتر در اردوگاه‌های نظامی ماندند تا در جاده‌ها. حزب‌الله تلاش‌های زیادی برای حمله به اردوگاه‌های نظامی ارتش اسرائیل انجام داد.
در ۲۷ ژوئیه ۱۹۸۹، شیخ عبدالکریم عبید، رهبر حزب‌الله در جنوب لبنان، و دو تن از دستیارانش، توسط کماندوهای ارتش اسرائیل از خانه اش در جیبشیت ربوده شدند. این حمله شبانه توسط اسحاق رابین وزیر دفاع وقت برنامه‌ریزی شده بود. حزب‌الله با اعلام اعدام سرهنگ هیگینز، افسر ارشد آمریکایی که با یونیفل کار می‌کرد و در فوریه ۱۹۸۸ ربوده شده بود، به این ربایش پاسخ داد.
در ۱۶ فوریه ۱۹۹۲، رهبر وقت حزب‌الله، عباس موسوی، توسط موشک‌های بالگرد ارتش اسرائیل ترور شد. ارتش اسرائیل تصور می‌کرد که رهبری حزب‌الله از ترس جان خود و خانواده‌هایشان فعالیت‌هایش را محدود خواهد کرد. رهبری حزب‌الله را شیخ نصرالله بر عهده گرفت.
در ژوئیه ۱۹۹۳، ارتش اسرائیل عملیات پاسخگویی را آغاز کرد که باعث ویرانی گسترده در سراسر جنوب لبنان شد اما نتوانست به فعالیت‌های حزب‌الله پایان دهد.
در ۱۱ آوریل ۱۹۹۶ ارتش، نیروی دریایی و نیروی هوایی اسرائیل بمباران هفده روزه جنوب لبنان را شروع کردند، عملیات انگور خشم که در آن ۱۵۴ غیرنظامی لبنانی کشته شدند.
در آن زمان، سربازان اسرائیلی که در جنوب لبنان فعالیت می‌کردند، هیچ روبانی برای خدمت سربازی در زمان جنگ دریافت نکردند، زیرا اسرائیل حفظ کمربند امنیتی را یک درگیری کم شدت تلقی می‌کرد تا یک جنگ. در اوایل سال ۲۰۰۰، رئیس ستاد ارتش شائول موفاز گفت که سال ۱۹۹۹ «موفق‌ترین سال ارتش اسرائیل در لبنان» با ۱۱ سرباز کشته شده توسط دشمن در جنوب لبنان بود که کمترین میزان تلفات در طول کل درگیری بود. از سال ۱۹۸۵ تا ۲۰۰۰ در مجموع ۲۵۶ سرباز اسرائیلی در جنگ در جنوب لبنان کشته شدند. در سال ۲۰۲۰، اسرائیل این درگیری را به عنوان یک جنگ به رسمیت شناخت و به‌طور گذشته نگرانه آن را «منطقه امنیتی در کارزار لبنان» نامید.

### عقب‌نشینی ۲۰۰۰ اسرائیل
قبل از انتخابات اسراییل در ماه مه ۱۹۹۹، نخست‌وزیر اسرائیل، ایهود باراک، وعده داد که ظرف یک سال تمام نیروهای اسرائیلی از جنوب لبنان عقب‌نشینی خواهند کرد و عملاً حمایت از ارتش لبنان جنوبی را قطع خواهد کرد. زمانی که تلاش‌های مذاکره بین اسرائیل و سوریه که هدف آن دستیابی به توافق صلح بین اسرائیل و لبنان نیز بود، به دلیل کنترل سوریه بر لبنان تا سال ۲۰۰۵ شکست خورد، باراک به تصمیم عقب‌نشینی ارتش اسرائیل به مرز اسرائیل رسید.
با افزایش فشار بر ارتش لبنان و اداره کمربند امنیتی جنوب لبنان، این سیستم شروع به فروریختن کرد و بسیاری از اعضای ارتش و دولت درخواست پناهندگی سیاسی در اسرائیل و سایر کشورها کردند. با افزایش حملات حزب‌الله، کادرهای ارتش جنوب لبنان، با کاهش خدمت سربازی و نرخ بالای فرار از خدمت در رده‌های پایین‌تر رو به وخامت گذاشت. در آوریل ۲۰۰۰، زمانی که مشخص شد که عقب‌نشینی اسرائیل در عرض چند هفته یا چند ماه اتفاق می‌افتد، برخی از مقامات SLA شروع به انتقال خانواده‌های خود به شمال اسرائیل کردند.
عقب‌نشینی کامل اسرائیل به مرزهای شناخته شده بین‌المللی در ۲۴ مه ۲۰۰۰ انجام شد. ارتش جنوب لبنان کوتاهی بعد سقوط کرد و اکثر افسران و مقامات دولتی به همراه خانواده‌های خود به اسرائیل گریختند، زیرا حزب‌الله بر واحدهای باقی مانده فشار وارد کرد. زمانی که اسرائیل به پناهجویان اجازه ورود داد، حدود ۷۰۰۰ پناهجو، از جمله سربازان ارتش جنوب لبنان، مقامات منطقه امنیتی و خانواده‌های آنها وارد الجلیل شدند.